# Not My Baby
Not My Baby è un singolo della cantante rumena Inna, pubblicato il 3 aprile 2020.

## Accoglienza
Jonathan Currinn di CelebMix l'ha ritenuta una  "delle migliori pubblicazioni di Inna recentemente".